# 名張市立病院
名張市立病院（なばりしりつびょういん）は、三重県名張市にある市立の病院である。
三重県災害拠点病院、救急告示病院、地域医療支援病院、がん診療連携病院である。

## 診療科
- 内科
- 循環器内科
- 小児科
- 外科
- 整形外科
- 脳神経外科
- 眼科
- 放射線科
- 麻酔科

## 医療機関の指定・認定
（下表の出典）
| 保険医療機関                                   | 指定小児慢性特定疾病医療機関     |
| 労災保険指定医療機関                           | 原子爆弾被害者医療指定医療機関   |
| 指定自立支援医療機関（更生医療）               | 地域医療支援病院                 |
| 指定自立支援医療機関（育成医療）               | 災害拠点病院（地域）             |
| 指定自立支援医療機関（精神通院医療）           | 臨床研修病院                     |
| 身体障害者福祉法指定医の配置されている医療機関 | 特定疾患治療研究事業委託医療機関 |
| 生活保護法指定医療機関                         | DPC対象病院                      |
| 指定養育医療機関                               |                                  |

- 救急告示病院（二次救急）[3]
- がん診療連携病院（県指定）[4]
- このほか、各種法令による指定・認定病院であるとともに、各学会の認定施設でもある。

## 交通アクセス
- 三重交通バス「市立病院停留所」下車[5]
- 名張市コミュニティバスナッキー号「市立病院停留所」下車[5]

## 関連施設
- 名張市立看護専門学校 - 三重県名張市百合が丘西5番町32番地